# Melanie Moore (actriz pornográfica)
Melanie Moore (Tulsa, Oklahoma; 1 de marzo de 1962) es una ex actriz pornográfica estadounidense.

## Biografía
Nació en Oklahoma en marzo de 1950. Su padre trabajaba para el Ejército de los Estados Unidos, por lo que ella y su familia continuamente se trasladaban de estado en estado, llegando a vivir en Misuri, Texas o Arkansas. No se saben muchos datos sobre su biografía anterior a 1990, año en que a sus 28 años debutó como actriz pornográfica.
Como actriz trabajó para estudios como Zane Entertainment Group, Las Vegas, VCA Pictures, Heatwave, Rosebud, Western Visuals, Wicked Pictures, Metro, Prestige, Vivid, Exquisite, Evil Angel, Elegant Angel o Sin City, entre otros.
En 1993 se llevó el Premio AVN a la Mejor actriz de reparto por la película The Party. Al año siguiente, en 1994, obtuvo tres nominaciones: a Mejor actriz por la dupla If These Walls Could Talk 1 & 2, a la Mejor escena de sexo chico/chica por Whispered Lies y a la Mejor escena de sexo lésbico en grupo por Seven Good Women.
Se retiró de la industria en 1999, habiendo aparecido en algo más de 390 películas.
Algunas películas suyas fueron Anal Analysis, Can Her, Deep Cover, Euphoria, Face Sitter 3, Hot Wired, Kittens 6, Maliboobies, Obsexxed, Pussy Galore, Screamer, Unlike a Virgin o Wild Thing.

## Premios y nominaciones
| Año  | Ceremonia   | Resultado | Premio                                | Trabajo                                       |
| ---- | ----------- | --------- | ------------------------------------- | --------------------------------------------- |
| 1993 | Premios AVN | Ganadora  | Mejor actriz de reparto               | The Party (en vídeo)                          |
| 1994 | Premios AVN | Nominada  | Mejor actriz                          | If These Walls Could Talk 1 & 2 (en película) |
| 1994 | Premios AVN | Nominada  | Mejor escena de sexo chico/chica      | Whispered Lies (en película)                  |
| 1994 | Premios AVN | Nominada  | Mejor escena de sexo en grupo         | Mindshadows 2 (en vídeo)                      |
| 1994 | Premios AVN | Nominada  | Mejor escena de sexo lésbico en grupo | Seven Good Women (en vídeo)                   |